# RTL II
RTL II, o RTL 2, è un canale televisivo tedesco.
Il canale trasmette programmi come il Grande Fratello, serie come Stargate SG-1 e nel pomeriggio prevalentemente anime (Detective Conan, InuYasha, One Piece e Naruto). La domenica mattina vengono trasmessi anime come Pokémon, Dragon Ball e Dragon Ball Z.